# Herb gminy Jakubów
Herb gminy Jakubów – symbol gminy Jakubów.

## Wygląd i symbolika
Herb przedstawia na tarczy dwudzielnej w słup w polu (heraldycznie) prawym niebieskim en face postać świętego Jakuba Apostoła w białej szacie do stóp, w takimż kapeluszu, ze złotą (żółtą) muszlą w prawej, zgiętej na wysokości pasa ręce i takąż laską w lewej. Wokół głowy złoty nimb. Stopy bose. W polu lewym czerwonym połączone wilczakosa srebrna skierowana ostrzem w dół do środka oraz pół podkowy srebrnej z zaćwieczonym na nich półtorakrzyżem złotym, którego ramię dolne skierowane jest w prawo.
Nazwa miejscowości pochodzi od imienia założyciela kasztelana czerskiego Jakuba z Gościańczyc. Przypomina go postać jego patrona – świętego Jakuba jako wędrowca.  Drugą część stanowi zaś herb szlachecki Prus III, będący godłem rodowym Gościańskich.